# Belmonte, Bahia
Belmonte là một đô thị thuộc bang Bahia, Brasil. Đô thị này có diện tích 2009,896 km², dân số năm 2007 là 21226 người, mật độ 10,56 người/km².